# سدا جانیکیان
سدا واهرامی جانیکیان (ارمنی: Սեդա Վահրամի Ջանիկյան؛  ۱۹۲۹ – ۱۲ سپتامبر ۲۰۱۶) یک بازیگر اهل ارمنستان بود. وی بین سال‌های - تا - میلادی فعالیت می‌کرد.

## زندگی‌نامه
وی در ۱۹۲۹ به دنیا آمد . فردیناند بژیکیان همسر وی بود. وی در تئاتر دراماتیک دولتی پطروس آدامیان ارمنیان تفلیس فعالیت می‌کرد. وی همچنین برندهٔ جوایزی همچون هنرمند شایسته ارمنستان شوروی و هنرمند افتخاری گرجستان شوروی شده است. وی در ۱۲ سپتامبر ۲۰۱۶ در سن ۸۷ سالگی در ایروان درگذشت.

## گزیده فیلمشناسی
از فیلم‌ها یا برنامه‌های تلویزیونی که وی در آن نقش داشته است می‌توان به گمشده و پیداشده در ارمنستان، اشاره کرد.

## یادداشت
1. ↑  Թբիլիսիի Պետրոս Ադամյանի անվան պետական հայկական դրամատիկական թատրոն/Petros Adamian Tbilisi State Armenian Drama Theatre (d:Q21200920)